# Mianzhu
Mianzhu (chinês tradicional: 绵竹; pinyin: Miánzhú) é uma cidade no nível de comarca em Deyang, Sujuão, China.
Sua área é de  1245 km² com uma população de 510,000 em 2004.